# Vichel-Nanteuil

Vichel-Nanteuil este o comună în departamentul Aisne din nordul Franței. În 1 ianuarie 2022 avea o populație de 93 de locuitori.